# Berdawan
Berdawan – wieś w Armenii, w prowincji Tawusz. W 2011 roku liczyła 2987 mieszkańców.